# مارلون دوماس
مارلون دوماس (بالفرنسية: Marlon Dumas)‏ هو عالم حاسوب فرنسي، ولد في 22 أغسطس 1975.